# 사토 킬만

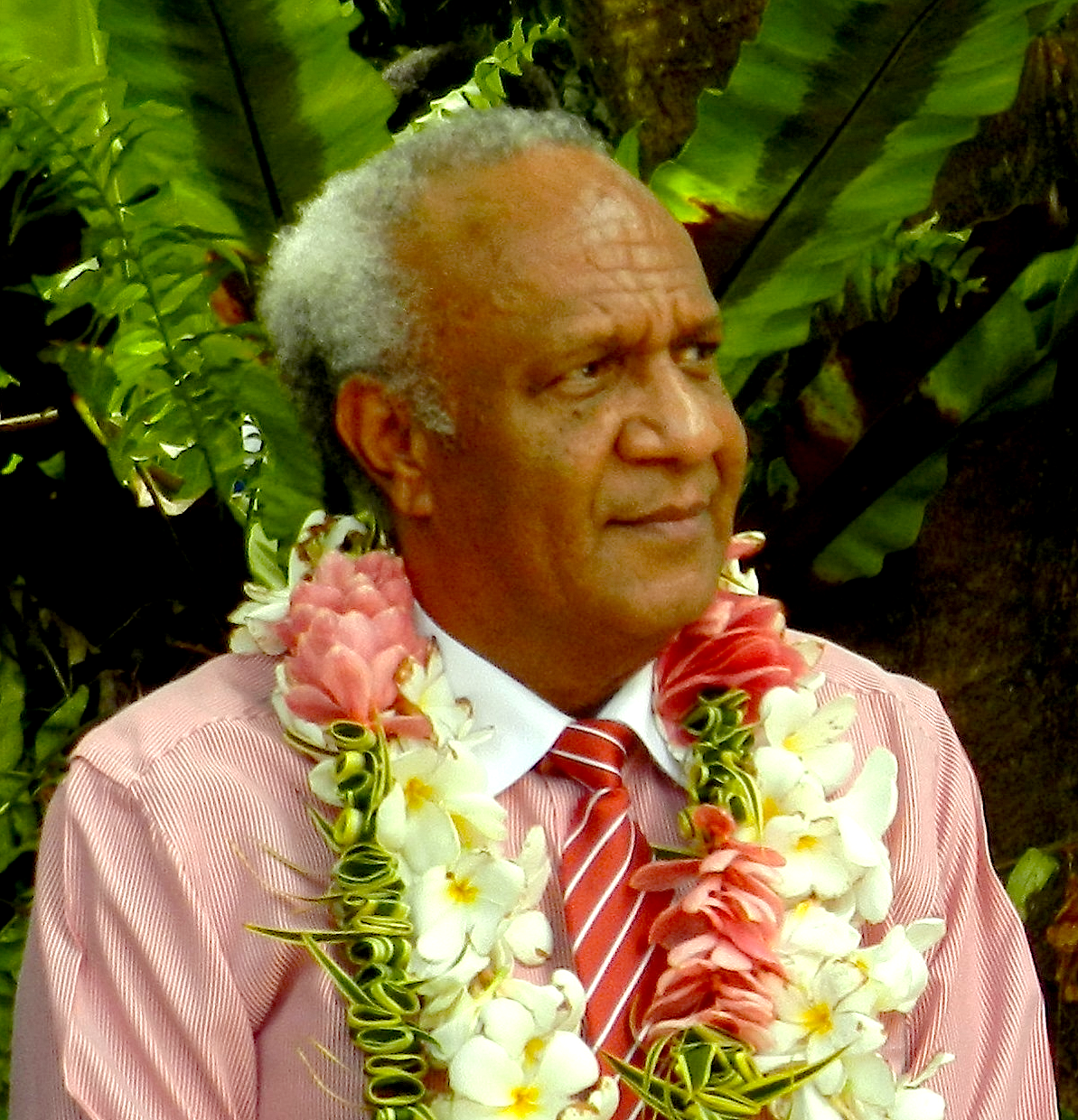
2013년 모습

사토 킬만(Sato Kilman, 본명: 멜텍 사토 킬만 리브투바누, Meltek Sato Kilman Livtuvanu, 1957년 12월 30일 ~ )는 바누아투의 정치인으로, 가장 최근인 2023년 9월 4일부터 10월 6일까지 네 차례 바누아투의 총리를 역임했다. 이전에 2010년 12월부터 2011년 4월까지 총리를 역임했다. 2011년 5월~6월, 2015년 6월~2016년 2월. 그러나 그의 총리직은 이후 법원에 의해 무효화되었다.
킬만은 2011년 6월 26일에 다시 총리로 선출되어 총리직에서 법적으로 인정된 첫 임기를 시작했다. 그는 2013년 3월 23일까지 재직했다. 그는 또한 인민진보당의 지도자이자 말레쿨라섬의 라카토로 의원이기도 하다. 2023년 10월 6일, 그는 불신임 투표로 축출되었다.